# Prostitution en Allemagne

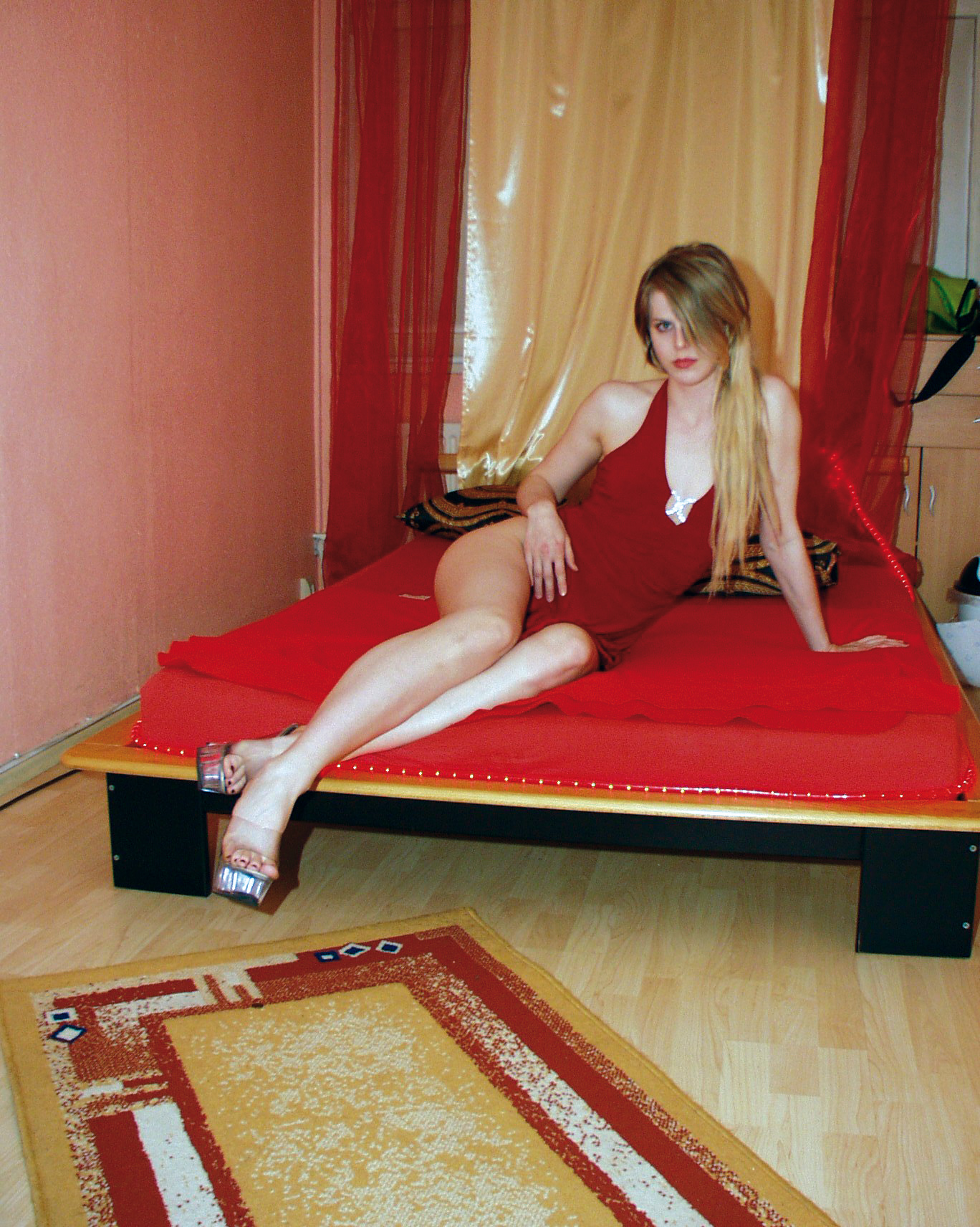
Autoportrait d'une prostituée allemande dans un bordel, 1999.

La prostitution en Allemagne est légale, tout comme le sont les maisons closes. En 2002, le gouvernement modifia la loi pour tenter d'améliorer la situation juridique des prostituées. Cependant, la stigmatisation des prostituées persiste, et beaucoup continuent à mener une double vie. Les autorités considèrent actuellement que l'exploitation courante de femmes venues de l'Europe de l'Est constitue le principal problème associé à cette profession, et que la légalisation n'a pas vraiment amélioré leurs conditions de travail.

## Histoire

### Du Moyen Âge à la Confédération (1815)

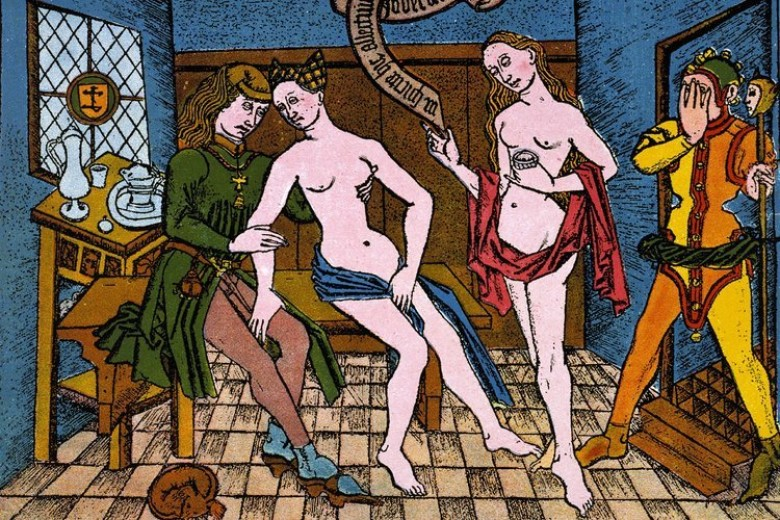
Un lupanar du XVe siècle, par le Maître aux banderoles.

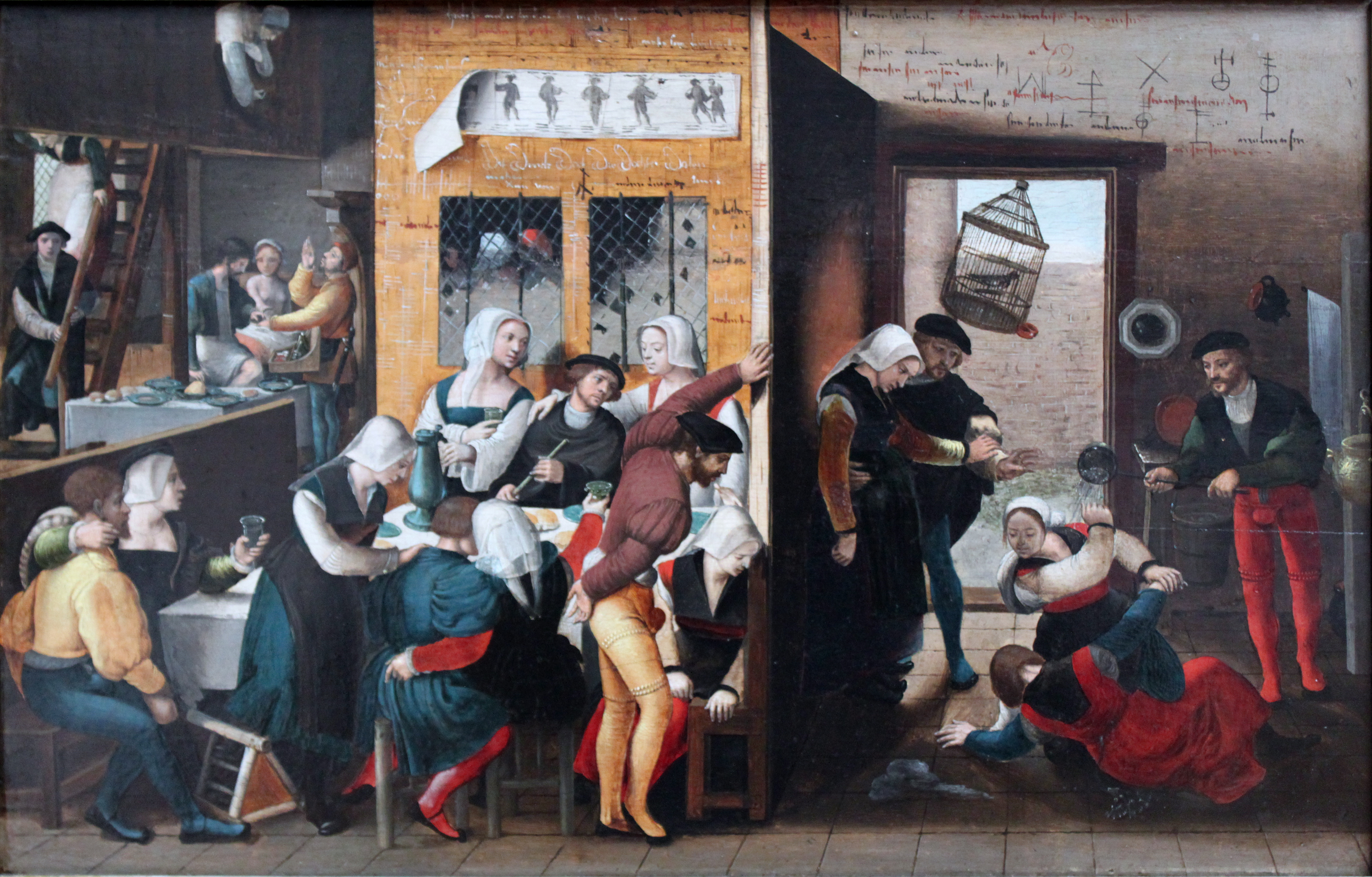
Monogrammiste de Brunswick : Scène de bordel, 1537

La prostitution dans les terres allemandes ne fut jamais mise hors-la-loi ; elle y est décrite depuis le Moyen Âge. À partir du XIIIe siècle, plusieurs villes allemandes disposaient de lupanars sous le nom de Frauenhäuser (« maisons de femmes »), dont elles collectaient les taxes ; la pratique de la prostitution était considérée comme un mal nécessaire, position déjà prise par Saint Augustin (354-430). Certaines municipalités l'encourageaient activement, et, loin d'être marginalisées, les prostituées étaient souvent des invitées d'honneur, qui maintenaient l'ordre domestique en fournissant un exutoire limitant l'adultère et le viol. L'empereur Sigismond remercia ainsi par écrit la ville de Constance pour avoir fourni 1 500 prostituées pour le concile qui s'y est tenu, entre 1414 et 1418.
À partir du XVIe siècle, avec le début de la Réforme et l'apparition de la syphilis, les prostituées furent plus systématiquement persécutées. Ainsi, en 1530, Charles Quint interdit les Frauenhäuser sur tout le territoire allemand.

### Confédérations (1815-1871), Empire germanique (1871-1918), République de Weimar (1918-1933)

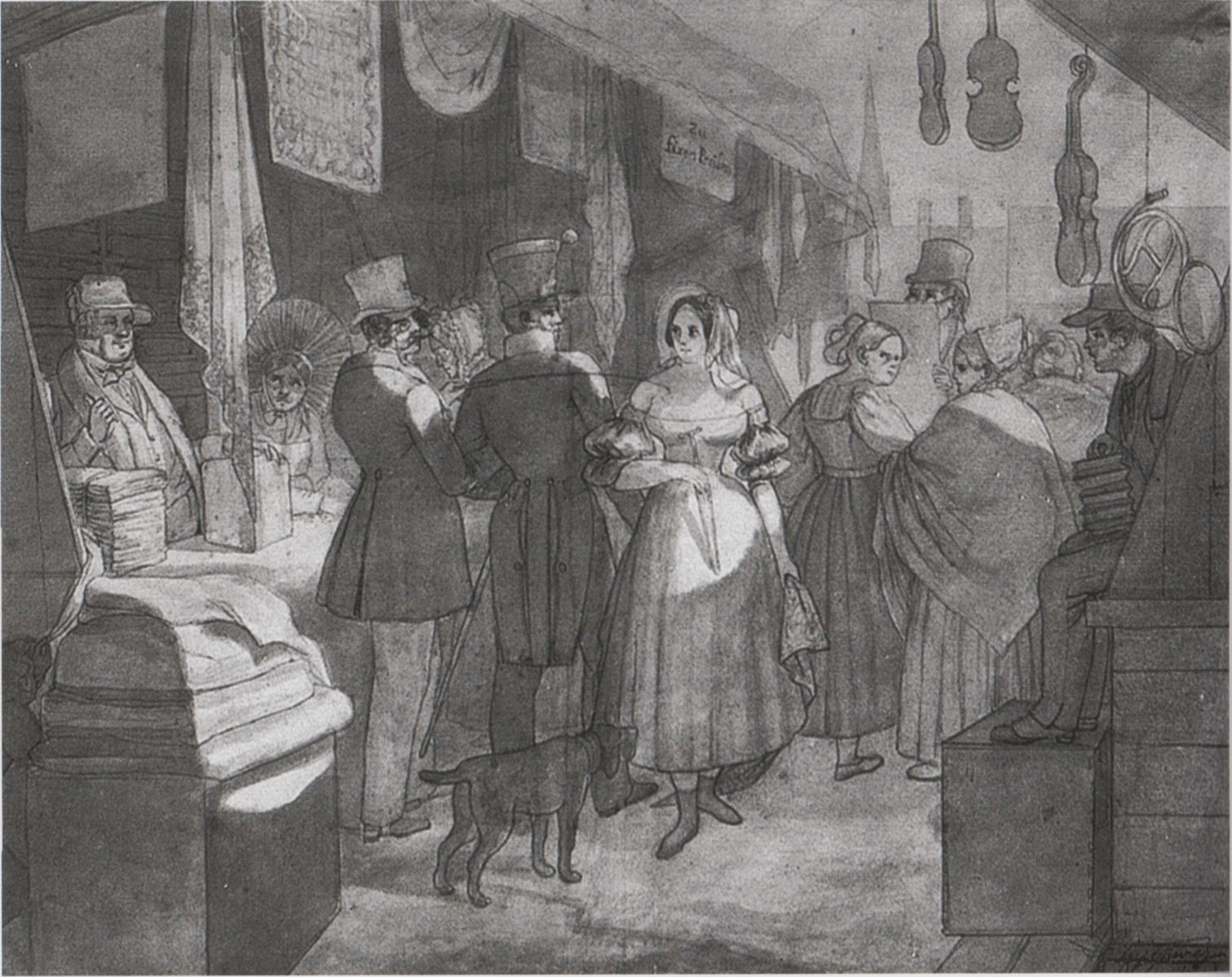
Carl Spitzweg : Auf der Dult (À la foire), vers 1838 - Prostituée à l'avant-plan recevant des regards désapprobateurs.

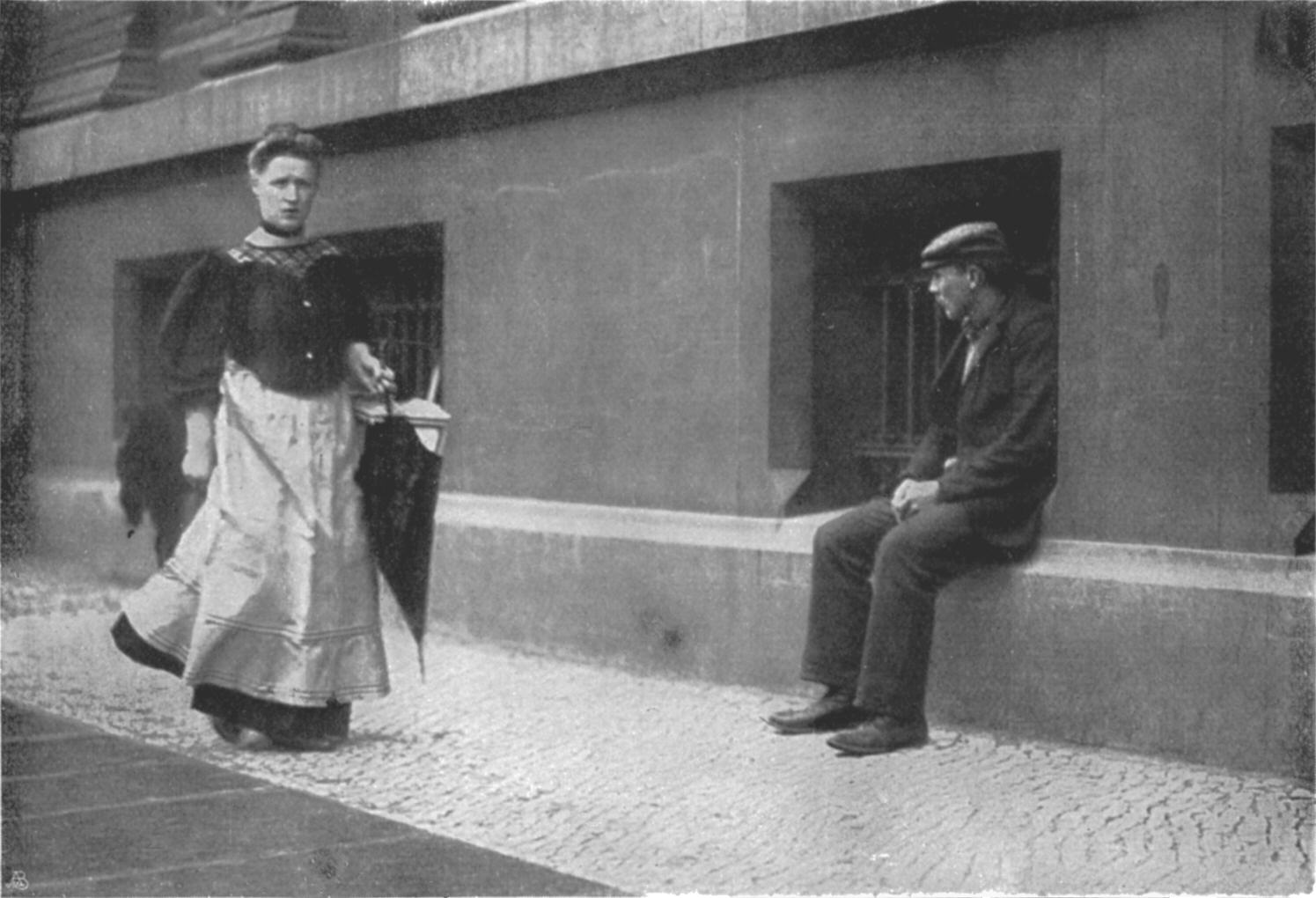
Un proxénète attend une prostituée après les contrôles médicaux, Berlin, 1890

À partir du XIXe siècle, dans de nombreuses provinces, les prostituées durent s'enregistrer auprès de la police ou des autorités sanitaires locales, et se soumettre à des contrôles réguliers destinés à limiter les maladies vénériennes.
Dans l'Empire allemand (1871–1918), les attitudes envers la prostitution étaient ambivalentes. Alors que la prostitution était tolérée comme nécessaire pour les besoins de la sexualité masculine en dehors du mariage, elle était désapprouvée en tant que menace morale de l'image de la sexualité féminine. C'est pourquoi les autorités suivirent une politique de réglementation plutôt que de prohibition, du moins au niveau municipal. Dans le même temps, les lois de l'Empire définissaient ce qu'était une sexualité féminine convenable. Les contrôles étaient particulièrement stricts dans la cité portuaire de Hambourg, où, par exemple, la loi précisait le code vestimentaire et la conduite des prostituées, à l'intérieur et en dehors des maisons closes ; leur occupation en faisait ainsi une classe de femmes séparée et marginale,. On estime qu'en 1900, il y avait 50 000 prostituées à Berlin.
Sous la république de Weimar, une atténuation de ces règles amena finalement à la décriminalisation de la prostitution en 1927, en parallèle avec l'adoption d'une nouvelle loi sur les maladies vénériennes .

### Troisième Reich (1933-1945)

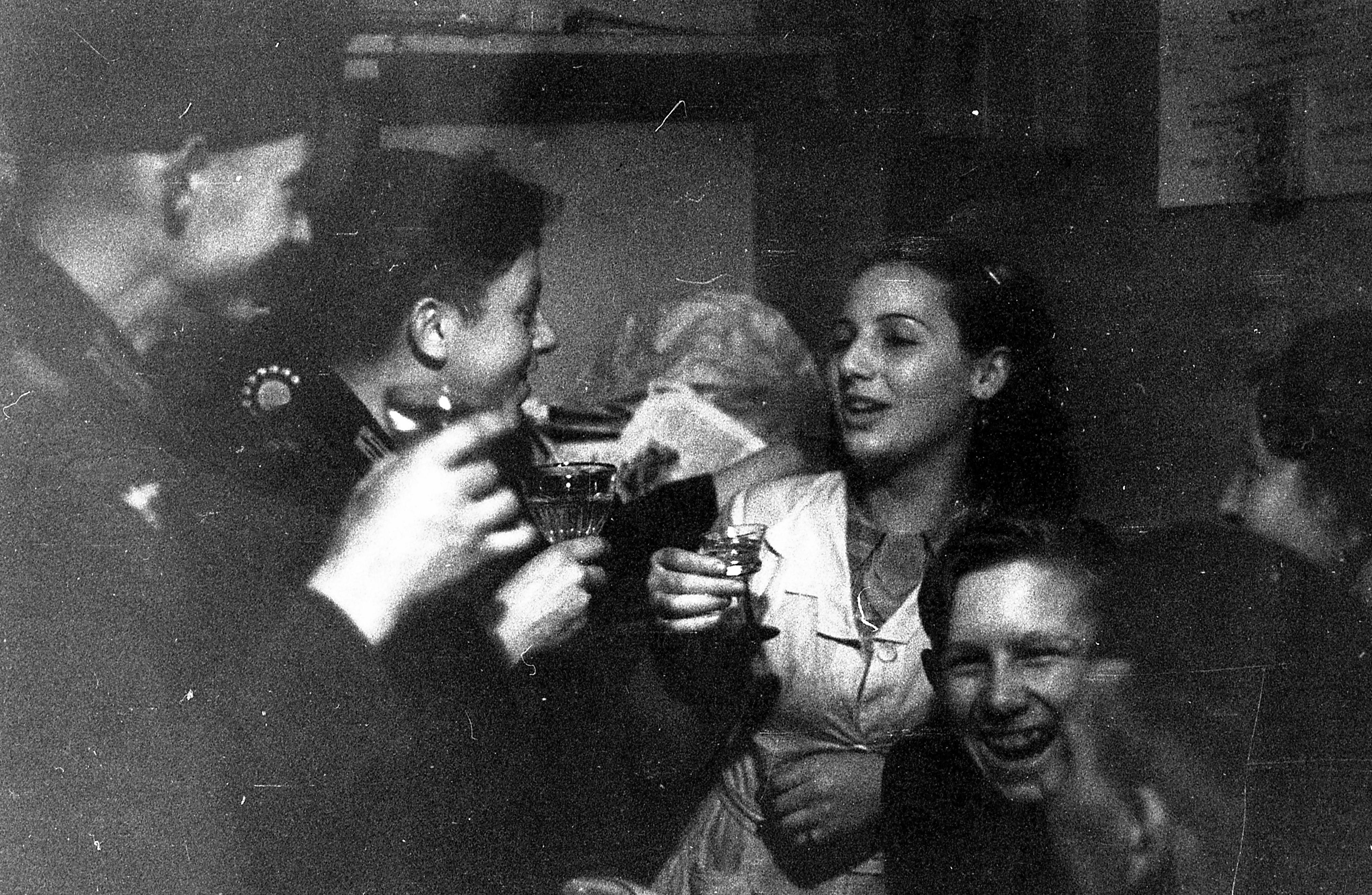
Soldats allemands dans une maison close de la Wehrmacht à Brest, en 1940

Sous le régime nazi, les prostituées de rue étaient vues comme « asociales » et dégénérées, et furent souvent envoyées dans des camps de concentration, le plus souvent à Ravensbrück. Les Nazis n'étaient cependant pas complètement hostiles à la prostitution, et installèrent un système centralisé de maisons closes urbaines, de bordels militaires (Wehrmachtsbordell, une centaine installés en pays occupés), de bordels pour les étrangers soumis au travail forcé, et de bordels dans les camps de concentration. Entre 1942 et 1945, ces derniers furent installés dans dix camps de concentration, y compris à Auschwitz. Himmler les envisageait comme un stimulant pour les prisonniers (non-Juifs et non-Russes) qui se montreraient coopératifs et travailleurs, dans le but d'augmenter la productivité des camps.
Au début, les prostituées y travaillant étaient d'anciennes détenues volontaires, mais on exerça également des pressions sur d'autres femmes :
dans le documentaire Memory of the Camps (Mémoire des camps), un projet exécuté durant l'été 1945 sous le contrôle du ministère de l'Information britannique et du bureau d'Information de guerre américain, des femmes affirment avoir été réduites en esclavage sexuel à l'usage des gardes et de prisonniers privilégiés. Le film explique qu'à mesure qu'elles mouraient, elles étaient remplacées par des détenues du camp de Ravensbrück.
Aucune des femmes forcées de travailler dans ces bordels de camps ne reçut jamais de compensation, les lois allemandes à ce sujet ne couvrant pas les personnes désignées comme « asociales » par les nazis,.
Dans une célèbre affaire d'espionnage, le Sicherheitsdienst (le service de renseignements des SS) prit possession du Salon Kitty, une maison close de luxe berlinoise, et le remplit de micros et de prostituées spécialement entrainées. Entre 1939 et 1942, le bordel fut utilisé pour espionner les visiteurs de marque.

### République démocratique allemande (RDA, 1949–1990)
Après la Seconde Guerre mondiale, le pays fut divisé en deux : l'Allemagne de l'Est et l'Allemagne de l'Ouest. En Allemagne de l'Est, comme dans tous les pays du bloc de l'Est, la prostitution était illégale, et la position officielle était qu'elle n'existait pas. Cependant, des prostituées de luxe travaillaient dans les hôtels de Berlin-Est et dans les autres grandes villes, principalement pour les visiteurs occidentaux ; la Stasi en employait certaines à des fins d'espionnage[réf. souhaitée].

### République fédérale d'Allemagne (RFA, 1949–1990)
En Allemagne de l'Ouest, les demandes d'enregistrement et de contrôle sanitaire furent maintenues, mais traités très différemment selon les provinces. En Bavière, outre les tests de MST alors existants, des tests du sida furent exigés à partir de 1987, mais cela resta une exception, et de nombreuses prostituées échappèrent à l'enregistrement et à ces contrôles. Une étude de 1992 montra cependant que seulement 2,5 % des prostituées testées avaient une maladie vénérienne, taux bien inférieur à celui de non-prostituées en situation sociale comparable.
En 1967, un bâtiment de six étages appelé Eros Center, le plus grand lupanar d'Europe à l'époque, fut ouvert sur la Reeperbahn de Hambourg. En 1972, un bâtiment encore plus vaste, la maison close de 12 étages actuellement appelé Pascha (en) s'ouvrait à Cologne. Cependant, la crainte du sida de la fin des années 1980 fut mauvaise pour le commerce, amenant la fermeture de l´Eros Center et de plusieurs autres maisons closes de Hambourg,. Le Pascha resta néanmoins florissant, et développa même une chaîne de maisons portant le même nom à Munich et Salzbourg.
Toute « promotion de la prostitution » (Förderung der Prostitution) resta un crime jusqu'en 2001, même après la réforme complète de la loi pénale de 1973, ce qui mettait les tenanciers de maisons closes en danger permanent. La plupart des maisons closes étaient ainsi officiellement des bars, avec un service de location de chambres légalement indépendant. Cependant, beaucoup de municipalités construisaient et supervisaient des Dirnenwohnheime (lit. : « résidences à putains »), profitant de loyers élevés et gardant la prostitution de rue et le proxénétisme sous contrôle. Dans ces bâtiments, les prostituées faisaient commerce du sexe dans une chambre qu'elles louaient à la journée. Ces établissements, que les clients traitaient simplement de Laufhäuser (bordels), sont à présent pour la plupart privatisés, et opèrent comme des Eros Centers.
Même avant la réforme de 2001, de nombreuses prostituées de luxe recevaient leurs clients dans leurs propres appartements, seules ou à plusieurs. Au sommet de l'échelle, des villas campagnardes appelées FKK-Sauna-Clubs demandent le même droit d'entrée (entre 50 et 100 euros) aux hommes et aux femmes, incluant nourriture et boissons ; les prostituées négocient ensuite leurs services individuellement avec les clients, évitant toute apparence de proxénétisme (Zuhälterei). Il existe aussi des variantes illégales de ce modèle, comme les Flaterate-Clubs et les Pauschalclubs, lesquels font ouvertement de la publicité dans les journaux et sur Internet ; ces établissements demandent de 75 à 90 euros pour « tout ce que vous pouvez consommer ».
Avant la loi de 2002, les courts fédérales allemandes jugeaient régulièrement que la prostitution était une offense à l'ordre moral (verstößt gegen die guten Sitten), avec diverses conséquences légales. Un contrat jugé immoral est nul et non avenu, donc une prostituée ne pouvait attaquer un client pour non-paiement. Les prostituées travaillant dans leurs appartements pouvaient perdre leur bail. Enfin, les bars et auberges où se déroulait la prostitution pouvaient perdre leur licence.
En 1999, Felicitas Weigmann (de) perdit ainsi la licence du Psst!, son café à Berlin, parce qu'il était utilisé pour permettre des rencontres entre clients et prostituées, et que Weigmann possédait un local attenant de chambres à louer. Elle fit un procès à la ville, affirmant que la position de la société avait changé et que la prostitution ne pouvait plus être considérée comme une offense à l'ordre moral. Le juge mena une enquête approfondie, sollicitant un nombre important de témoignages. En décembre 2000, la cour donna raison à Weigmann ; cette décision est considérée comme un important facteur parmi les causes ayant amené à la loi sur la prostitution du 1er janvier 2002. Ce n'est cependant qu'après un procès en appel que Weigmann put rouvrir son café, en octobre 2002.
L'obligation d'enregistrement et de contrôle sanitaire fut abandonnée en 2001. Depuis cette date, des tests de santé anonymes, gratuits et volontaires sont disponibles pour tous, y compris les immigrants en situation irrégulière ; beaucoup de tenanciers de maisons closes les demandent de leurs employés.

### XXIesiècle

#### La réforme législative de 2002
En 2002, une loi d'une page proposée par le Parti des Verts fut votée au Bundestag par la coalition, alors au pouvoir, formée des sociaux-démocrates et des Verts. Cette loi supprimait l'interdiction générale de promouvoir la prostitution, et permettait aux prostituées d'obtenir des contrats de travail en bonne et due forme. La justification donnée à cette loi était que la prostitution ne devait plus être considérée comme immorale.
La loi a été critiquée pour n'avoir pas réellement changé la situation des prostituées, souvent parce que celles-ci elles-mêmes ne veulent pas changer leurs conditions de travail et leurs contrats. Le gouvernement allemand publia un rapport sur l'impact de la loi en janvier 2007, concluant que peu de prostituées avait profité de contrats de travail en règle, et que leurs conditions de travail ne s'étaient guère améliorées.

#### Conséquences de la réforme
Entre 2000 et 2003, la politique d'émission de visas par les consulats allemands fut libéralisée. L'opposition affirma que cela avait eu pour conséquence une augmentation du trafic d'êtres humains et d'entrées illégales de prostituées sur le territoire, particulièrement en provenance de l'Ukraine. Cet épisode amena à une enquête parlementaire en 2005, et est connu sous le nom d'affaire des visas (en).
En 2004, le chef de gang turc Necati Arabaci (en) fut condamné à 9 ans de prison pour proxénétisme, trafic d'êtres humains, agression, extorsion, violation de la loi sur les armes et racket. Son gang de videurs contrôlait les night-clubs du quartier chaud de Cologne, le Ring (en), où ils se liaient avec des filles dans le but de les prostituer. Après l'arrestation d'Arabaci, des informateurs rapportèrent avoir entendu des menaces contre le procureur responsable, qui bénéficia de la protection de la police et dut quitter le pays en 2007 lorsque Arabaci fut renvoyé en Turquie.
En 2004, le vaste Colosseum (un lupanar « FKK ») ouvrit à Augsbourg, et la police soupçonna une connexion avec le gang d'Arabaci, qui possédait plusieurs établissements analogues, et qu'on pensait le diriger directement de sa prison.
Après plusieurs descentes de police, il fut montré que les organisateurs imposaient les prix demandés par les prostituées, leur interdisaient de s'asseoir en groupe ou d'utiliser des téléphones portables durant leur travail, fixaient leurs horaires, fouillaient les chambres et les sacs à main, et les faisaient travailler complètement nues (demandant une pénalité de 10 euros par infraction). En avril 2006, cinq hommes furent accusés de proxénétisme. Mais la cour refusa de les poursuivre, considérant que la loi sur la prostitution de 2002 définissait une relation régulière entre employeur et employé, donnant ainsi à l'employeur une certaine liberté dans la définition des conditions de travail. Le Colosseum demeura ouvert.
Au début de 2005, les médias britanniques affirmèrent qu'une femme refusant de travailler comme prostituée pouvait voir ses allocations de chômage réduites ou entièrement supprimées. Une histoire analogue était parue en 2003 ; une femme avait reçu une offre de prostitution par l'intermédiaire d'une agence pour l'emploi. Cependant, l'agence s'était excusé de cette erreur, expliquant qu'une demande pour une prostituée aurait dû être rejetée, mais que le client les avait trompé, en décrivant l'emploi proposé comme un poste de « femme barman ». En 2014, aucun cas n'a encore été signalé d'une femme ayant réellement perdu ses droits en pareil cas, et les agences pour l'emploi ont affirmé qu'elles ne pousseraient jamais personne à se prostituer,.
En mars 2007, le Pascha (en) de Cologne annonça que les seniors (de plus de 66 ans) auraient droit à une réduction l'après-midi, la moitié des 50 euros d'une « séance normale » étant couvert par l'établissement. Dès 2004, un rabais de 20 % pour les chômeurs de longue durée avait été consenti par un bordel de Dresde.
C'est aussi en 2007 que les autorités de Berlin commencèrent à fermer plusieurs appartements fonctionnant comme maisons de passe, souvent ouverts depuis de longues années. Elles s'appuyaient sur une décision de 1983 affirmant que les perturbations inévitables qu'ils causaient étaient incompatibles avec les quartiers résidentiels où ils étaient situés. Les organisations de prostituées et les propriétaires de maisons closes luttèrent contre ces fermetures, subventionnant une étude qui montra qu'en général, ces appartements n'augmentaient pas la criminalité et ne dérangeaient pas le voisinage.
La crise économique de 2009 provoqua des changements dans plusieurs maisons closes. On y trouve désormais souvent des tarifs réduits et même des promotions gratuites, ainsi que des innovations typiques du marketing moderne, comme des repas gratuits, des cartes de fidélité ou des tarifs de groupes. Cependant, les clients réguliers ont dans l'ensemble réduit la fréquence de leurs visites.
En 2009, le Tribunal social fédéral décida que les agences pour l'emploi allemandes n'étaient pas obligées de chercher des postulantes à un emploi de prostituée dans une maison close. Le tribunal rejeta la plainte d'un propriétaire de maison close prétendant que la loi de 2002 avait fait de la prostitution un travail comme un autre ; les juges estimèrent que la loi avait pour but de protéger les prostituées, et non d'encourager le commerce.
L'effet de ces réformes continue à faire débat. Une série de cinq articles publiés en 2013 dans Der Spiegel considérait qu'elles avaient échoué. D'autres observateurs ont affirmé que, bien que le modèle allemand ait de nombreuses faiblesses, il a amené une diminution de la violence envers les travailleurs du sexe.

#### Coupe du monde de football de 2006

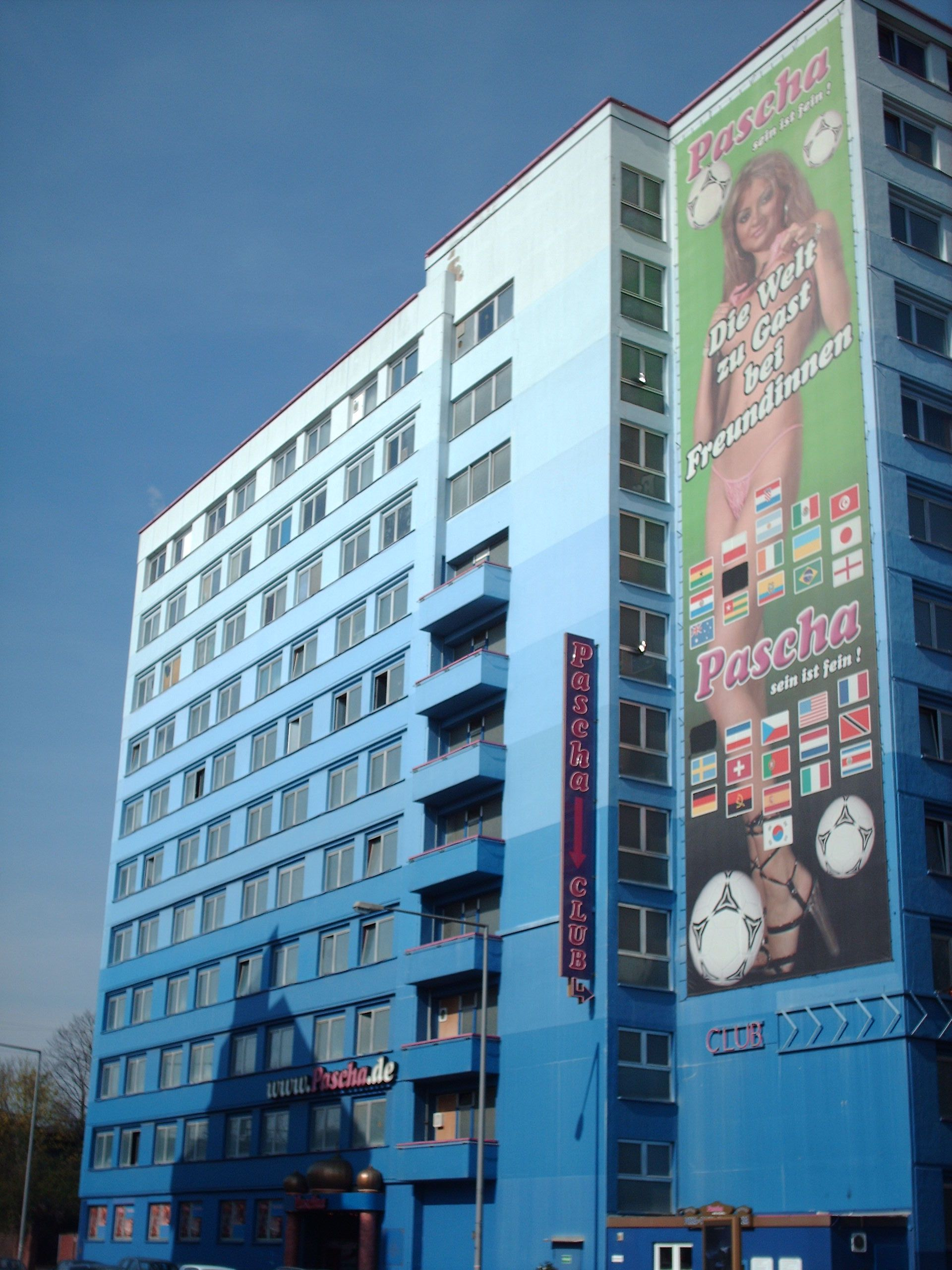
Eros center Pascha de Cologne, en avril 2006 ; la décoration murale met en évidence les drapeaux de la coupe du monde (ceux de l'Arabie saoudite et de l'Iran sont censurés)

Les autorités envisageaient que jusqu'à 40 000 prostituées en situation irrégulière, venant principalement des pays d'Europe de l'Est, entreraient en Allemagne pour la coupe du monde de football organisée durant l'été 2006. Des groupes religieux, ainsi que des groupes féministes, mirent en place une campagne intitulée « Carton rouge à la prostitution forcée » visant à alerter les spectateurs sur ce problème. Ils demandèrent le soutien de l'équipe nationale et de l'organisation nationale de football, mais ne reçurent au début que rebuffades. En mars 2006, le président de la fédération allemande de football changea d'avis et décida de soutenir une campagne appelée « Coup de sifflet final – Stop à la prostitution forcée ». L'Assemblée parlementaire du Conseil de l'Europe, le Conseil nordique et Amnesty International exprimèrent également leur inquiétude face à la probable augmentation du trafic de femmes et de la prostitution forcée pendant la coupe du Monde,,.
En mars 2006, la campagne « Client responsable. Prostitution sans contrainte ni violence » fut lancée par le gouvernement de Berlin. Elle fournissait une liste de signes de prostitution forcée et demandait aux clients des prostituées d'appeler une hotline s'ils remarquaient l'un de ces signes.
En avril 2006, un affichage publicitaire pour l'Eros-center Pascha (en) de Cologne, représentant une femme à demi nue d'une hauteur de plusieurs étages, accompagnée des drapeaux des pays participant à la coupe du monde, provoqua des protestations de la communauté musulmane, scandalisée par la représentation des drapeaux de l'Arabie saoudite et de l'Iran (le nom d'Allah figurant sur ces drapeaux) ; le propriétaire, Armin Lobscheid, craignant des représailles, décida de noircir ces deux drapeaux .
Cependant, le 30 juin 2006, le New York Times déclarait qu'il n'y avait pas eu en fait d'augmentation des activités de prostitution durant la période des matchs. Ce fut confirmé par le rapport pour 2006 de l'Office fédéral de police criminelle sur le trafic d'êtres humains, ne mentionnant que 5 cas liés à la coupe du Monde.

## Situation légale
La prostitution est légale en Allemagne depuis 2002. Les prostituées peuvent exercer leur activité comme employées sous contrat régulier, bien que la grande majorité soit des travailleuses indépendantes. Les maisons closes sont des entreprises légitimes n'ayant pas besoin d'une licence spéciale, sauf si on y sert de la nourriture et des boissons alcoolisées, auquel cas la licence de restauration standard est demandée.
Les prostituées sont assujetties à l'impôt sur le revenu, et doivent ajouter la TVA pour leurs services, à payer aux services des impôts. En pratique, ces services sont le plus souvent payés en argent liquide et les impôts ne sont pas toujours perçus, bien que leur recouvrement ait été récemment renforcé. Ainsi, les länder Rhénanie-du-Nord-Westphalie, Bade-Wurtemberg et Berlin ont instauré un système de paiement anticipé, une taxe quotidienne (25 euros par prostituée en Rhénanie-du-Nord-Westphalie, 30 euros à Berlin) est collectée et payée par les propriétaires du bordel. Ce système fut généralisé à toute l'Allemagne à partir de 2007 ; à cela s'ajoutent les taxes municipales décrites ci-dessous.
Jusqu'en 2002, la publicité de la prostitution était techniquement illégale, mais non réprimée en pratique. La Cour fédérale décida en juillet 2006 qu'en conséquence de la nouvelle loi sur la prostitution, la publicité pour des services sexuels était désormais licite. De nombreux journaux publient chaque jour des annonces pour des maisons closes et pour des prostituées en appartements, qui ont également souvent des sites web sur Internet ; de plus, les kiosques à journaux proposent des magazines spécialisés dans ces annonces (Happy Weekend, St. Pauli-Nachrichten...).
Les étrangères venant de l'Union européenne sont autorisées à travailler comme prostituées en Allemagne. Les femmes des autres pays peuvent obtenir des visas touristiques de trois mois, mais qui ne les autorisent pas à se prostituer, puisque ces visas n'incluent pas de permis de travail.
Le proxénétisme (Zuhälterei : exploitation et/ou contrôle d'un travailleur du sexe), l'acceptation d'une prostituée de moins de 18 ans dans un bordel, et le fait de pousser une personne de moins de 21 ans à se prostituer ou à continuer de le faire, sont illégaux. Il est aussi illégal d'acheter des services sexuels à une personne de moins de 18 ans, d'après l'article 182 (paragraphe 2) du code pénal. Cette loi s'applique aussi aux Allemands en voyage à l'étranger, pour lutter contre la prostitution enfantine accompagnant le tourisme sexuel.

### Règlements municipaux
Cologne est la première ville allemande à avoir introduit une taxe explicite sur la prostitution. Elle fut créée au début de 2004 par le conseil municipal, mené par une coalition du CDU (conservateur) et des Verts (de centre-gauche). Cette taxe s'applique aux stripteases, peep shows, cinémas pornographiques, foires du sexe, salons de massage, et à la prostitution proprement dite. Dans le cas de la prostitution, la taxe s'élève à 150 euros par mois et par prostituée, qu'elle doit payer elle-même si elle est indépendante, ou qui est collectée par les propriétaires des maisons closes (le secteur de la Geestemünder Straße en est exempté : le confinement de la prostitution à cette zone était un des objectifs explicites de cette mesure). En 2006, la taxe rapporta à la ville 828 000 euros, correspondant à environ 450 prostituées taxées. Sa voisine, la ville de Bonn, collecte une taxe de six euros par nuit pour les prostituées travaillant dans la Immenburgstrasse, où sont installées des machines à ticket identiques aux parcmètres allemands ; toutes les autres zones de la ville sont interdites à la prostitution de rue[réf. souhaitée].
Chaque ville peut ainsi définir des quartiers où la prostitution de rue est interdite (Sperrbezirk). Les prostituées trouvées travaillant là peuvent avoir une amende ou, en cas de récidive, une peine de prison. La mise en œuvre de ces règles varie beaucoup. La prostitution est autorisée partout à Berlin. À Hambourg la prostitution de rue est autorisée près de la Reeperbahn à certaines heures de la journée. Presque tout le centre de Munich est Sperrbezirk, et des policiers en civil se sont fait passer pour des clients pour procéder à des arrestations. À Leipzig, la prostitution de rue est interdite presque partout, et la ville a même une ordonnance municipale autorisant les policiers à verbaliser les clients sollicitant une prostituée en public. Dans la plupart des petites villes, la zone Sperrbezirk est formée du centre-ville et des quartiers résidentiels ; plusieurs États interdisent les maisons closes dans les villes de moins de 35 000 habitants.
Cette politique municipale a été plusieurs fois remise en question. En Rhénanie-du-Nord-Westphalie, un tribunal de Minden s'est prononcé contre les zones Sperrbezirk, comme d'autres tribunaux en Hesse et en Bavière,. Ces tribunaux ont considéré qu'une interdiction générale de la prostitution était une atteinte à la liberté fondamentale de choisir une activité légale, comme définie dans la loi de 2002 sur la prostitution.

### Questions sanitaires
La législation allemande n'impose pas de contrôle sanitaire régulier pour les prostituées. Cependant,
en Bavière, la loi impose l'usage de préservatifs pour les rapports vaginaux ou oraux avec des prostituées,.

## Étendue de la prostitution
Des études du début des années 1990 estimaient qu'entre 50 et 200 000 femmes travaillaient comme prostituées en Allemagne. La International Encyclopedia of Sexuality, publiée en 1997, donnait un chiffre de 100 000 prostituées, tandis qu'une étude de 2005 donnait 200 000 comme une « estimation à moitié réaliste ». L'organisation de prostituées Hydra estime quant à elle qu'il y a 400 000 prostituées, chiffre le plus souvent repris par la presse actuellement ; une étude de 2009 par TAMPEP fournit la même estimation pour les prostitués à plein temps ou occasionnelles, 93 % étant des femmes, 3 % des transsexuels, et 4 % des hommes.
La même étude montre que 63 % des prostituées en Allemagne sont des étrangères, les deux tiers d'entre elles venant d'Europe centrale et d'Europe de l'Est. En 1999, la proportion de prostituées étrangères n'était que de 52 %. Cette augmentation est attribuée à l'élargissement de l'Union européenne,.
D'autres études permettent d'estimer qu'entre 10 % et 30 % de la population d'hommes adultes ont eu une ou plusieurs expériences avec des prostituées. Parmi les hommes de 17 ans en Allemagne de l'Ouest ayant déjà eu une expérience sexuelle, 8 % avait recouru aux services d'une prostituée.
Une enquête de 2009 identifie les principaux facteurs de vulnérabilité des travailleurs du sexe comme suit (par ordre d'importance) :
1. Problèmes financiers, dettes et précarité ;
2. Violence et abus par les clients, la police et les souteneurs ;
3. Manque d'identité professionnelle et de confiance en soi ;
4. Stigmatisation et discrimination ;
5. Addiction et autres dépendances[2].

## Formes de prostitution féminine

### Prostitution de rue (Straßenstrich)

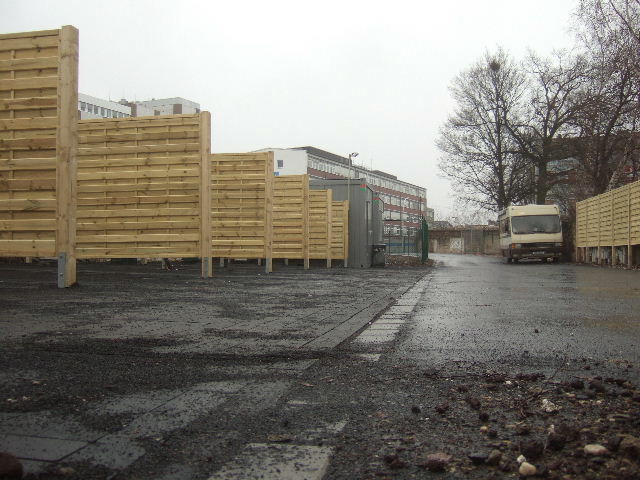
Drive-in du sexe à Bonn.

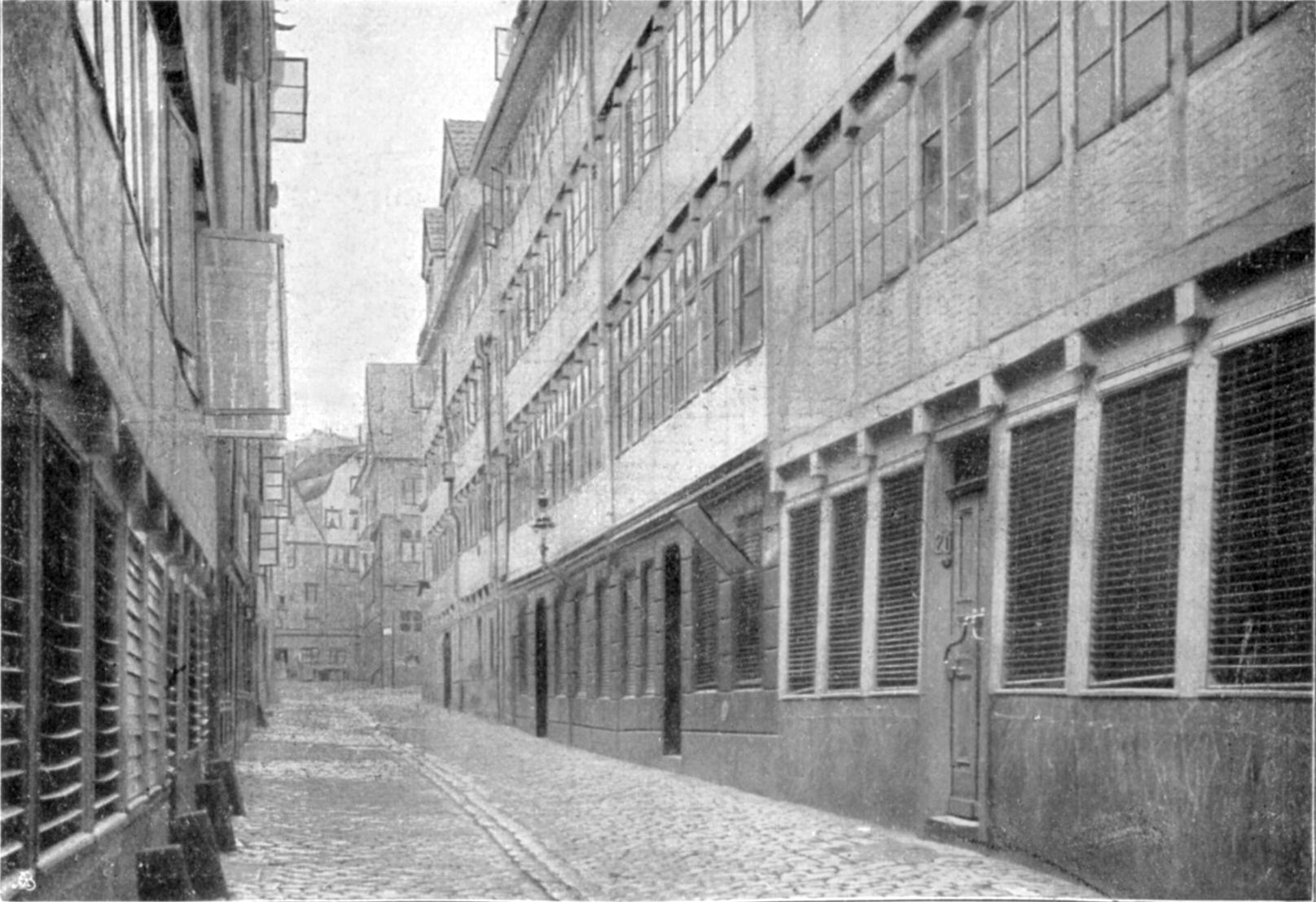
Herbertstraße, Hambourg, 1890.

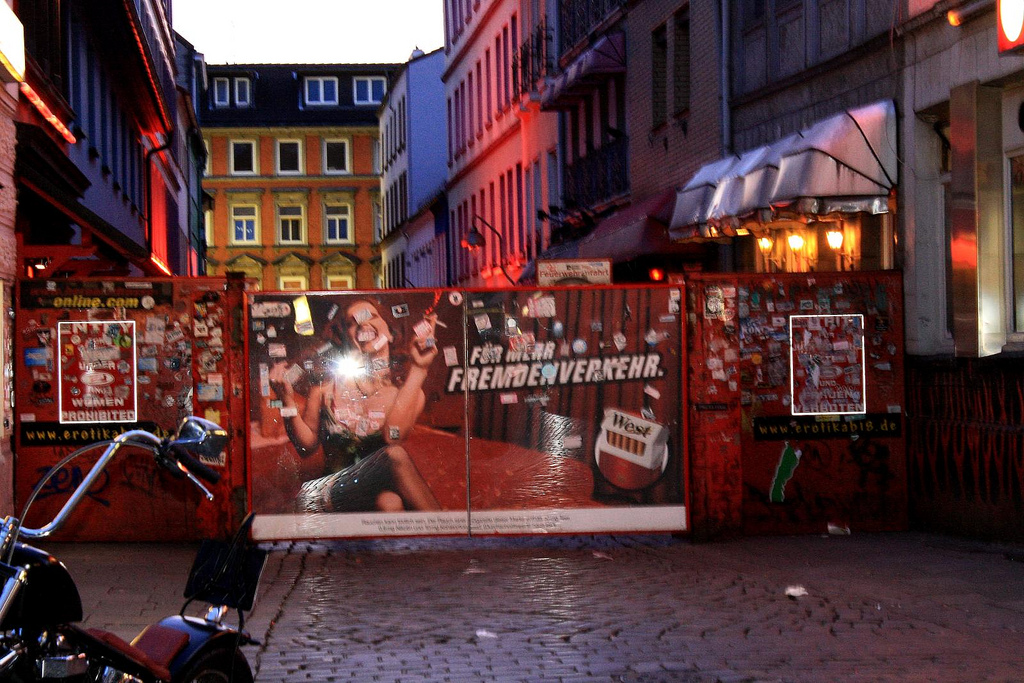
Herbertstraße, Hambourg, 2009.

La prostitution de rue est souvent très bien organisée et contrôlée par des souteneurs. La plupart des villes ont néanmoins établi des Sperrbezirke (zones hors-limites) et taxent ces prostituées ; à Bonn, par exemple, des parcmètres ont été installés, une période d'environ huit heures nocturnes coûtant six euros (une taxe équivalente est aussi réclamée aux prostituées en appartements et maisons closes). Certaines prostituées utilisent une caravane à proximité, d'autres la voiture du client, d'autres encore une chambre d'hôtel. Avec les récentes difficultés économiques, une prostitution de rue « sauvage » a fait son apparition dans certaines grandes villes : ce sont des zones de prostitution occasionnelle de femmes soulageant ainsi des difficultés financières temporaires. À partir de 2001, certaines structures offrant une plus grande sécurité pour ces prostituées, les « drive-in du sexe » (Verrichtungsboxen), ont ainsi été installées à Cologne, puis à Bonn, Essen et Dortmund,.

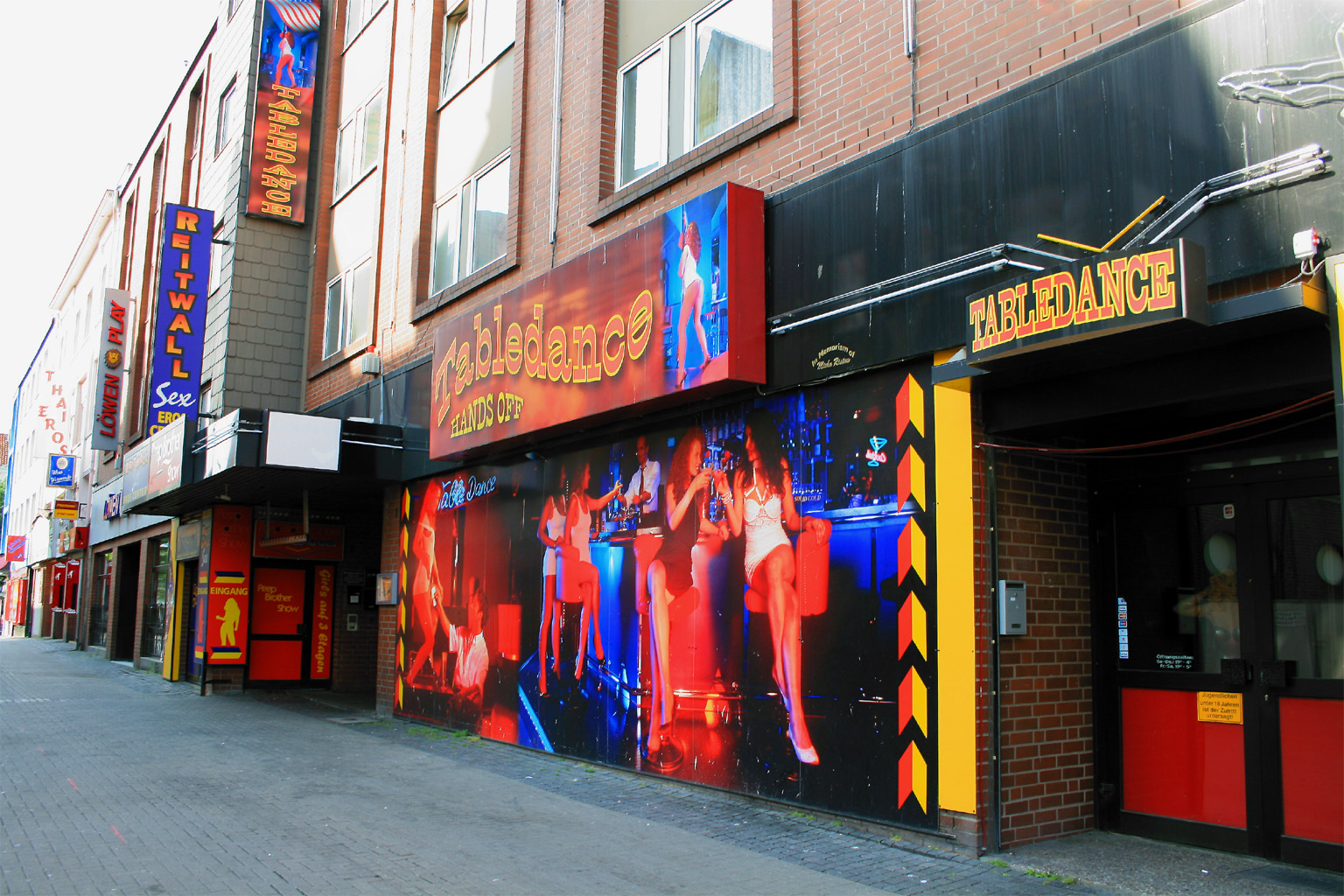
', Hanovre, 2009.

### Prostitution liée à la toxicomanie
Dans toutes les grandes villes allemandes, des prostituées offrent leurs services pour se procurer de la drogue. Cela a souvent lieu près des gares, l'acte lui-même se passant en général dans la voiture du client, ou dans une chambre à louer voisine. Ces prostituées sont les plus désespérées, souvent mineures, et leurs services sont les moins chers. Les souteneurs et les tenanciers de bordels essaient de les éviter, car elles tendent à dépenser l'essentiel de leur argent en drogues ; les autres prostituées les méprisent aussi, jugeant qu'elles font baisser les tarifs.
Dans un effort exceptionnel pour écarter ces prostituées du centre-ville et diminuer la violence envers elles, la ville de Cologne a créé en 2001 une zone spéciale de tolérance de la prostitution de rue dans Geestemünder Straße. Les dealers et les souteneurs n'y sont pas acceptés, les zones de parkings sont équipées de signaux d'alarme, et les femmes disposent d'une cafeteria, de douches, d'aiguilles stérilisées, et peuvent bénéficier d'aide et conseil. Ce projet, inspiré des tippelzones hollandaises, est supervisé par une organisation de femmes catholiques. Une évaluation sociologique, publiée en 2004, considère les résultats comme positifs .

### Bars
Dans certains bars, les femmes poussent les hommes à consommer des boissons coûteuses avant d'offrir des services sexuels. Ceux-ci ont généralement lieu dans un bâtiment distinct, mais attenant. Les prix sont fixés par le tenancier du bar, et l'argent partagé entre lui et la prostituée.

### Eros centers (Bordell, Laufhaus)

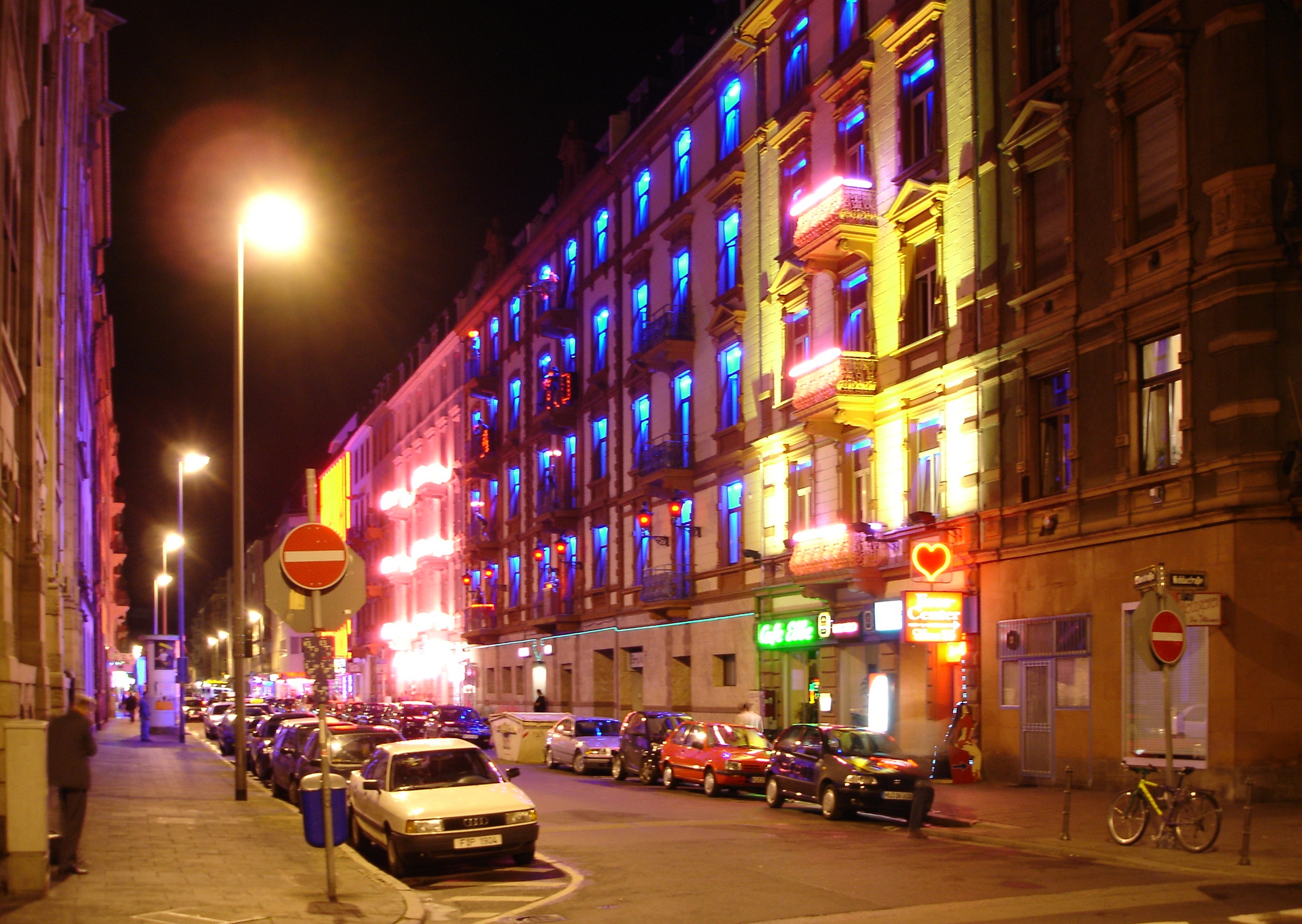
Quartier chaud à Francfort-sur-le-Main, avec plusieurs eros centers.

Un eros center est une maison, ou parfois une rue entière (Laufstraße), où des femmes peuvent louer de petits studios pour 80 à 150 euros par jour ; elles racolent alors les clients de leur porte ou de derrière une fenêtre. Les tarifs sont normalement fixés par les prostituées, commençant à 25 ou 50 euros pour du sexe rapide. L'argent n'est pas partagé avec le tenancier, qui assure la sécurité et les repas ; les femmes peuvent même habiter leur studios, mais la plupart ne le font pas. Les mineures et les femmes n'y travaillant pas y sont interdites d'entrée. Il existe des eros centers dans presque toutes les grandes villes allemandes. Le plus célèbre est le Herbertstraße, près de la Reeperbahn à Hambourg : le plus grand lupanar d'Europe est l'eros center Pascha (en) de Cologne, un bâtiment de 12 étages avec environ 120 chambres à louer et plusieurs bars.
Toutes les maisons closes passent des annonces demandant des employées dans le magazine hebdomadaire (destiné à un lectorat féminin) Heim und Welt (de).

### Prostitution en appartement (Wohnungspuffs)
Beaucoup d'appartements convertis en maisons de passe publient des annonces dans la presse quotidienne. Ils sont parfois loués par une seule personne, parfois par un groupe, mais il arrive également qu'ils soient occupés par des souteneurs, les femmes y travaillant sur la base d'une rotation hebdomadaire[réf. nécessaire].

### Salons de massage
Certains « salons de massages » offrent des services sexuels, mais ils sont beaucoup moins fréquents que dans les pays où la prostitution est plus ou moins illégale[réf. nécessaire].

### Clubs échangistes (PartytreffsetPauschalclubs)
Ces clubs sont des sortes de clubs échangistes avec (souvent, mais pas toujours) des prostituées payées par le club. Les hommes seuls payent un droit d'entrée compris entre 80 et 150 euros, donnant droit à la nourriture, la boisson et du sexe à volonté, mais ayant lieu devant tout le monde (comme dans une orgie traditionnelle). Les femmes payent un droit d'entrée réduit ou nul.

### Clubs FKK et saunas
Ce sont le plus souvent des maisons ou de grands immeubles, équipés souvent d'une piscine et d'un sauna, d'un vaste salon d'accueil avec bar et buffet au rez-de-chaussée, des écrans TV/video, et des chambres dans les étages. Ils sont en général ouverts de la fin de la matinée jusqu'après minuit. Les femmes sont en principe nues ou topless, les hommes peuvent porter des peignoirs ou des serviettes. Le droit d'entrée est le plus souvent le même pour les hommes et les femmes (de 35 à 70 euros), donnant droit à l'utilisation de tous les services, à la nourriture et à la boisson à volonté (mais pas aux boissons alcoolisées, le plus souvent interdites) ; certains clubs admettent les couples.
Les femmes travaillant là gardent ensuite tout l'argent qu'elles reçoivent de leurs clients. Les prix ne peuvent être fixés par les propriétaires des clubs, en raison de la loi sur le proxénétisme, mais en général les femmes d'un club donné s'accordent sur leurs tarifs, entre 25 et 100 euros pour une séance de 20 à 60 minutes. Dans certains clubs, l'argent est partagé entre les prostituées et le propriétaire, ce qui est techniquement illégal. Cette forme de prostitution, que les commentaires de la loi de 2002 présentaient comme offrant de bonnes conditions de travail pour les femmes, existe dans toute l'Allemagne (et dans une partie des Pays-Bas et de la Suisse), mais principalement dans la région de la Ruhr et autour de Francfort-sur-le-Main. Parmi les plus grands clubs de ce type, on trouve Artemis (en) à Berlin, ouvert à l'automne 2005, le nouveau Harem à Bad Lippspringe et, plus anciens, le FKK World près de Giessen et le FKK Oase dans la campagne près de Bad Hombourg.

### Services d'escortes (Begleitagenturen)
Les services d'escortes, appelées par le client pour le rencontrer chez lui ou dans un hôtel, existent également en Allemagne, mais en faible quantité comparée aux autres pays de l'Union européenne[réf. nécessaire].

### Services sexuels pour personnes âgées ou handicapées
L'agence Sensis à Wiesbaden met en relation des prostituées et des clients handicapés. Nina de Vries (en) fournit des services sexuels à des hommes souffrant de sévères handicaps intellectuels, ce qui a été souvent couvert par les médias et a provoqué une certaine controverse. Une formation professionnelle existe pour de telles « assistantes du sexe »,.

## Formes de prostitution masculine
Un petit nombre d'hommes offrent des services sexuels à des femmes, en général en les rencontrant dans des hôtels sous forme de service d'escortes. La grande majorité des prostitués mâles s'adressent à des hommes ; on estimait qu'il y en avait 2 500 à Berlin en 2007. Le Pascha (en), à Cologne, a un étage entier réservé aux prostitués masculins et trans.

## Criminalité

### Affaires criminelles liées au milieu de la prostitution
En 1957, le meurtre de la prostituée de luxe Rosemarie Nitribitt à Francfort attira une grande attention des médias. Les circonstances de sa mort restent obscures, et l'enquête ne put trouver qu'un suspect, plus tard acquitté au bénéfice du doute. On découvrit que plusieurs notables faisaient partie de ses clients, ce que les médias exploitèrent pour insinuer qu'on avait cherché à étouffer l'enquête. Le scandale inspira un roman, trois films et une comédie musicale.
Werner Pinzner (de) était un tueur à gages actif dans le milieu des bordels de Hambourg dans les années 1980. Arrêté en 1986, il avoua huit meurtres de personnes du milieu de la prostitution. Son avocate et sa femme réussirent à lui procurer une arme alors qu'il était détenu dans le quartier général de la police de Hambourg le 29 juillet 1986, et Pinzner s'en servit pour tuer le procureur et sa femme avant de se suicider (l'avocate fut ensuite condamnée à 4 ans de prison pour complicité de meurtre).
Six personnes furent tuées dans une maison close de Francfort en 1994 : le couple hongrois dirigeant cette maison ainsi que quatre prostituées russes furent étranglées avec des câbles électriques. L'affaire fut rapidement élucidée : il s'agissait d'un cambriolage ayant mal tourné, exécuté par le mari d'une femme ayant travaillé là,.
En 2012, les propriétaires de certains eros centers de Düsseldorf furent inculpés. De nombreux clients avaient été drogués dans le but de débiter leurs cartes de crédit de sommes extravagantes, et d'exercer un chantage sur ceux qui se plaindraient à l'aide d'enregistrements vidéos.

### Trafic d'êtres humains
Bien que la police allemande considère la lutte contre le trafic d'êtres humains comme un de ses principaux objectifs, ce trafic reste intense : en 2007, l'Office des Nations unies contre la drogue et le crime signalait l'Allemagne comme une des principles destinations des victimes.
En 2009, 710 victimes de trafic en vue d'exploitation sexuelles furent découvertes, une augmentation de 5 % par rapport à 2008, où les autorités avaient identifiées
676 victimes. La plupart avaient entre 18 et 24 ans, et 12 % avaient moins de 18 ans, quelques-unes avaient même moins de 14 ans. 27 % étaient de nationalité allemande.
Le trafic de femmes de l'Europe de l'Est est souvent organisé par des criminels de leur pays. Dans un rapport de 2006 couvrant 357 enquêtes, l'Office fédéral de police criminelle (BKA) signalait que seuls 43 % des suspects étaient des citoyens allemands (dont 20 % nés hors d'Allemagne).
Le même rapport mentionnait qu'environ 35 % des victimes avaient accepté dès le début de travailler comme prostituées, et ignoraient souvent leurs conditions de travail et la dette qu'elles devraient rembourser, tandis que d'autres espéraient un travail de serveuse ou au pair ; certaines avaient simplement été enlevées. Une fois en Allemagne, leurs passeports leur sont souvent confisqués, et on les informe qu'elles doivent rembourser le coût du voyage ; elles sont parfois revendues à des souteneurs ou à des tenanciers de bordels auxquels elles doivent remettre la plus grande part de leurs gains. Certaines femmes se résignent à cette situation, car même ainsi elles gagnent beaucoup plus qu'elles l'auraient fait dans leur pays ; d'autres se révoltent et sont menacées ou maltraitées, empêchées de prévenir la police, et craignent pour leurs familles restées dans leur pays.
Ce rapport indique que les victimes menacées d'expulsion n'acceptent de témoigner contre leurs oppresseurs que si on leur permet de rester en Allemagne jusqu'à la fin du procès (elles espèrent trouver un mari durant ce temps), plutôt que d'être immédiatement renvoyées chez elles. En revanche, les prostituées de l'Union européenne, qui ont le droit de travailler en Allemagne, sont venues récemment volontairement en grand nombre de Pologne, de la République tchèque, de Bulgarie et de Roumanie, par exemple. En fait, leurs perspectives de revenus ne sont pas meilleures que chez elles, mais elles préfèrent travailler dans l'environnement allemand, meilleur et plus sûr, tant qu'elles peuvent éviter d'être contrôlées et exploitées par des souteneurs. D'ailleurs, la police allemande tente agressivement de se débarrasser de ceux-ci ; ainsi, lors d'une descente en 2013 près de Bonn, 24 hommes furent arrêtés pour avoir exploité des prostituées ; l'un d'eux n'avait que 15 ans[réf. souhaitée].

## Scandales et couverture par les médias
En 2003, Michel Friedman (en), politicien populaire de la CDU, souvent invité par la télévision et alors vice-président du Conseil central des Juifs en Allemagne, fut impliqué dans une enquête sur un trafic de femmes. Il avait été client de plusieurs call-girls d'Europe de l'Est qui témoignèrent qu'il avait souvent pris et offert de la cocaïne. Après avoir dû payer une amende pour usage de stupéfiants, il démissionna de tous ses postes.
En 2003 également, l'artiste et professeur d'art Jörg Immendorff fut surpris dans la suite de luxe d'un hôtel de Düsseldorf avec sept prostituées (quatre de plus allaient les rejoindre) et de la cocaïne. Il avoua avoir organisé plusieurs orgies semblables, et fut condamné à 11 mois avec sursis et une amende pour usage de stupéfiants. Il tenta de se justifier en raison de son « orientalisme » et de ce qu'il allait bientôt mourir.
En 2012, Bettina Wulff gagna plusieurs procès avec des médias et le moteur de recherche Google pour les empêcher de mentionner son soi-disant passé d'escorte.

## Politique
La coalition des sociaux-démocrates et des Verts qui gouverna le pays de 1998 jusqu'à la fin de 2005 essaya d'améliorer la situation légale des prostituées entre 2000 et 2003. Ces efforts ont été jugés inadéquats par des organisations de prostituées telles que Hydra, qui milite pour la normalisation complète de cette occupation, et le retrait du code civil de toute mention de la prostitution. Au contraire, les partis conservateurs du Bundestag, bien qu'approuvant l'objectif d'améliorer l'accès des prostituées à la sécurité sociale et au système de santé, continuent à s'opposer à la loi, car ils voudraient que le statut de « comportement contraire aux bonnes mœurs » soit maintenu.
Les églises gèrent plusieurs groupes de soutien aux prostituées. Ces groupes encouragent les tentatives d'amélioration de la situation légale des prostituées, et la lutte contre leur stigmatisation, mais continuent à souhaiter un monde sans prostitution, et poussent toutes les prostituées à abandonner ce métier.
Alice Schwarzer considère toute prostitution comme une forme d'oppression et d'abus ; elle souhaiterait une loi analogue à celle de la Suède, où en 1999, après une intense campagne féministe, une coalition des sociaux-démocrates, des Verts et de l'extrême-gauche rendit illégal l'achat, mais non la vente, de services sexuels. Jerry Hoss, journaliste germano-américain et militant des droits des hommes, assimile la pression pour la prohibition de la prostitution à la demande d'une « solution finale de la question de la prostitution par des féminazis ». Il affirme que le proxénétisme, l'extorsion, le viol, etc. sont des crimes déjà sévèrement punis en Allemagne, et qu'il n'est pas besoin de nouvelles lois, mais d'une meilleure application des lois existantes.
En 2005, la Grande coalition des chrétiens-démocrates (CDU) et du SPD annonça un plan de pénalisation des clients de prostituées, dans le cas où celles-ci y auraient été contraintes, et où le client pouvait raisonnablement le savoir. En avril 2009, on parlait d'une peine allant jusqu'à 5 ans de prison. Mais, après la venue au pouvoir de la coalition de centre-droit CDU-FDP en novembre 2009, le projet de loi fut abandonné ; en 2014, la coalition envisageait cependant de revenir à une réglementation renforcée, ce qui provoqua des protestations de plusieurs organisations de prostituées, dont
Hydra (de), Doña Carmen (de) et l’Association professionnelle des services érotiques et sexuels (de), ainsi que d'un groupe de clients anonymes, le Freieroffensive.